# 1 Gwardyjski Korpus Pancerny (ZSRR)

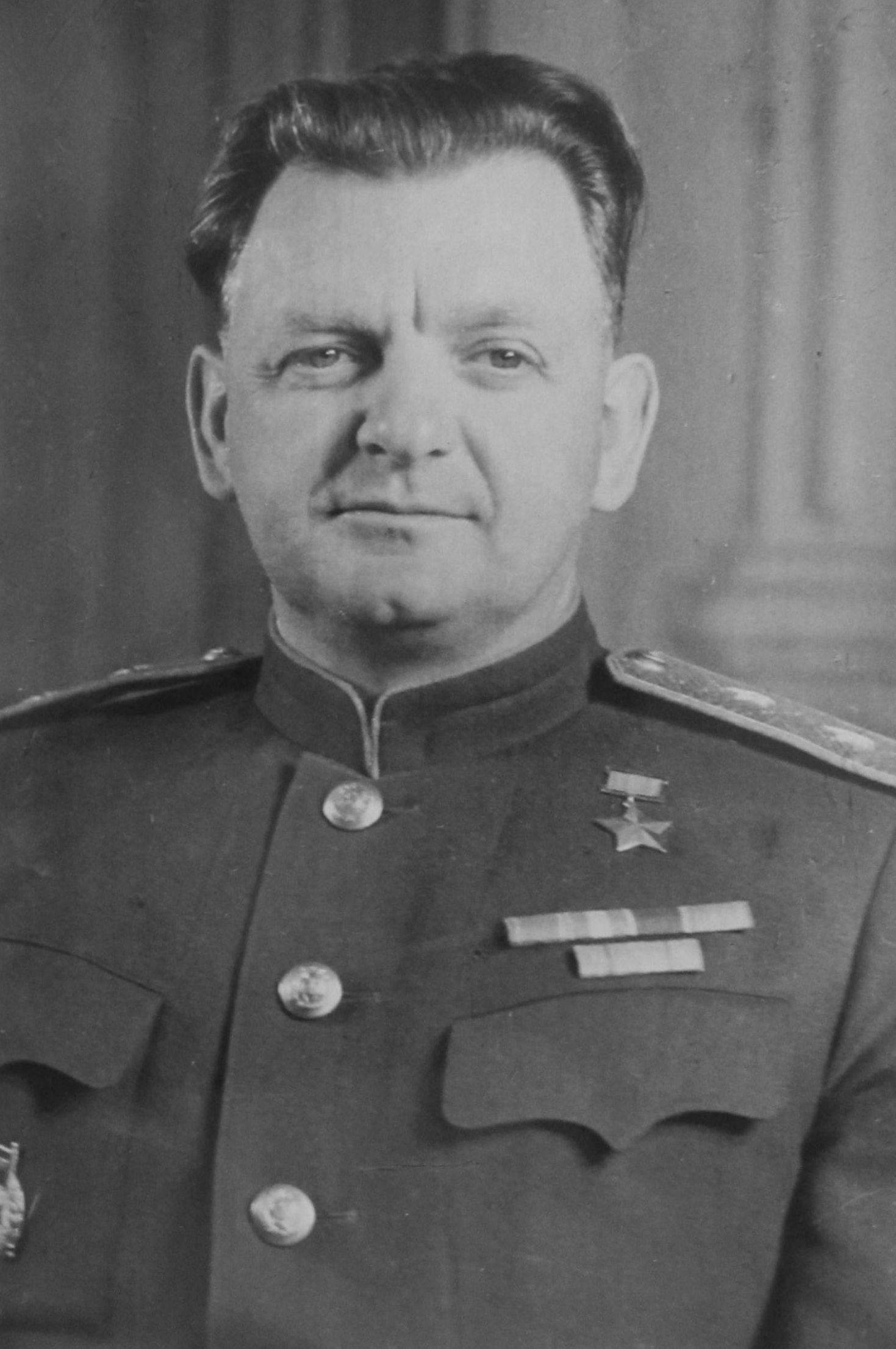
Gen. mjr Aleksiej Rodin, pierwszy dowódca 1 Gwardyjskiego Korpusu Pancernego

1 Doński Gwardyjski Korpus Pancerny odznaczony Orderem Lenina, Czerwonego Sztandaru i Suworowa (ros. 1-й гвардейский танковый Донской ордена Ленина Краснознамённый ордена Суворова корпус) – jednostka pancerna Armii Czerwonej z okresu II wojny światowej.
1 Gwardyjski Korpus Pancerny został utworzony w 1942 przez przemianowanie 26 Korpusu Pancernego. Jego szlak bojowy po walkach w składzie 1 Frontu Białoruskiego przeciw armii niemieckiej w czasie operacji Bagration prowadził przez: Wyszków, Nasielsk, Baboszewo, Rypin, Brodnicę, Tucholę, Kartuzy i Strasburg, a zakończony został w rejonie Rostocku. Korpus w swej historii wchodził też w skład: 50 Armia, 65 Armia i 70 Armia.
1 Gwardyjski Korpus Pancerny uczestniczył m.in. w bitwie o Chwaszczyno. Po dwu dniach walk miejscowość została zdobyta 13 marca 1945, co było równoznaczne z zakończeniem panowania reżimu III Rzeszy na tym terenie.

## Dowódcy korpusu
- gen. mjr Aleksiej Rodin (08.12.1942 – 12.02.1943)
- gen. mje Aleksandr Kukuszkin (16.02.1943 – 25.04.1943 †)
- gen. por. Michaił Panow[3] (28.04.1943 – 10.06.1945)[5]

## Struktura organizacyjna
- 15 Gwardyjska Brygada Pancerna
- 16 Gwardyjska Brygada Pancerna
- 17 Gwardyjska Brygada Pancerna
- 1 Gwardyjska Brygada Piechoty Zmotoryzowanej[5][3].